# Niabouri
Niabouri là một tổng thuộc  Sissili (tỉnh) ở phía nam Burkina Faso. Thủ phủ là thị xã Niabouri. Dân số năm 2006 là 19.068 người.

## Các thị xã và làng xã
Bakuo, Bazena, Bon, Danfi-Dagara, Danfi-Nuni, Diyou, Kabaro, Kasso, Lapone, Lassane, Payalo, Pourou, Sadon và Samon.